# Oplatocera mandibulata
Oplatocera mandibulata là một loài bọ cánh cứng trong họ Cerambycidae.